# Ingemar Wikström
Ingemar Wikström (Vä, Skåne, 7 november 1953) is een voormalig Zweeds professioneel tafeltennisser.
Hij werd in 1973, met teamgenoten Stellan Bengtsson, Anders Johansson, Kjell Johansson en Bo Persson, wereldkampioen door in de finale in Sarajevo het Chinese team te verslaan.

## Belangrijkste resultaten
- Goud met het team op de wereldkampioenschappen 1973.
- Goud met het team op de Europese kampioenschappen 1974.
- Zilver met het team op de Europese kampioenschappen 1976.
- Brons met het team op de wereldkampioenschappen 1975.
- Brons in het mannen dubbelspel op de Europese kampioenschappen 1976 met Frank Bela.